# Carlos Blanco (calciatore)
Carlos Blanco (Madrid, 5 marzo 1928 – 9 gennaio 2011) è stato un calciatore messicano, di ruolo attaccante.